# Звезда в ночи
«Звезда в ночи» — биографический, драматический, исторический фильм 1972 года. Премьера по телевидению состоялась 28 мая 1973 (Москва).

## Сюжет
Фильм посвящён Ахмаду Донишу, ученому-просветителю, таджикскому писателю и мыслителю 19-го века, посланнику бухарского эмирата в России, немало сделавшему для сближения русского и таджикского народов и проникновения в Среднюю Азию передовых демократических идей. 
Это фильм об Ахмаде Донише, который родился в Бухаре в Таджикистане (1827-1897) и который уже в свои школьные годы  проявлял интерес к математике, истории, философии, и литературе. Он был первым таджиком который думал о реформе в Бухаре через образование. Он был послан три раза в Россию в Ст. Петербург (тогда столицу России), и это ещё больше расширило его знания  в экономике, политике и государственной ситуации в России, и также интерес на мировую культуру. Ахмад Дониш рассматривал с интересом традиционный Ислам и новую для него Европейскую культуру, и он хотел внедрить в его стране также изучение иностранных языков, науку, и литературу.
Этот фильм отражает время, когда правил Эмир Музаффар (1860-1885), который и посылал Ахмада Дониша из Бухары в Россию, чтобы укрепить связь между Россией и Эмиром. И чтобы хорошо получился фильм  о путешествии Ахмада Дониша из Бухары в Россию и обратно, фильм был сделан двумя киностудиям, которые работали дружно чтобы хорошо осуществить этот исторический фильм. Это была "Таджикфильм" киностудия, которая находилась в Душанбе, Таджикистан, и другая киностудия "Ленфильм", которая находилась в Ленинграде (сейчас Ст. Петербург, Россия). И также интересно то, что как среди актёров так и в съёмачной группе были участники из обеих киностудий, как например, было два режиссёра, Абдусалом Рахимов (со стороны Таджикфильма) и Игорь Усов (со стороны "Ленфильм"). И это совместное сотрудничество 2-х киностудий дали хороший результат в появлении этого фильма, который был посвящён биографии исторического человека, Ахмада Дониша. 

## В ролях
| Актёр                 | Роль                        |
| --------------------- | --------------------------- |
| Махмуджан Вахидов     | Ахмад Дониш                 |
| Абдульхайр Касымов    | Абулькасым                  |
| Ато Мухамеджанов      | эмир Музаффар               |
| Владлен Давыдов       | Стасов                      |
| Сергей Карнович-Валуа | Горчаков                    |
| Пантелеймон Крымов    | Верещагин                   |
| Бруно Фрейндлих       | Струве                      |
| Григорий Шпигель      | чиновник Стремоухов-старший |
| Роберт Петров         | Стремоухов-младший          |
| Галина Вишневская     | Аделина Патти               |
| Сергей Дворецкий      | Казимбек                    |
| Гурминдж Завкибеков   | Киличбек                    |
| Анвар Тураев          | Савдо                       |
| Яков Гольдштейн       | хан                         |

## Съёмочная группа
- Режиссеры: Абдусалом Рахимов, Игорь Усов
- Сценаристы: Валентин Максименков, Расул Хади-заде
- Оператор: Александр Дибривный
- Композиторы: Николай Мартынов, Шарофиддин Сайфиддинов
- Художники: Хусейн Бакаев, Михаил Иванов, Наталия Тореева (художник по костюмам)

## Награды
- Специальный приз на Международном кинофестивале стран Азии, Африки и Латинской Америки 1974 года[1].
- Диплом за исполнение главной роли М. Вахидову на VI Всесоюзном кинофестивале в Алма-Ате 1973 года.